# 瓦萊麗·阿里奧托
瓦萊麗·“瓦爾”·安·阿里奧托（英語：Valerie "Val" Ann Arioto，1989年4月10日—）是一名出生於美國加利福尼亞州的壘球選手，司職一壘手。她曾隨隊參加2020年夏季奧林匹克運動會壘球比賽，結果獲得銀牌。

## 外部連結
- 瓦萊麗·阿里奧托的X（前Twitter）
- 瓦萊麗·阿里奧托的Instagram帳戶